# Ляхміровиці
Ляхміровиці (пол. Lachmirowice) — село в Польщі, у гміні Крушвиця Іновроцлавського повіту Куявсько-Поморського воєводства.
Населення — 278 осіб (2011).
У 1975-1998 роках село належало до Бидгощського воєводства.

## Демографія
Демографічна структура станом на 31 березня 2011 року:
|          | Загалом | Допрацездатний вік | Працездатний вік | Постпрацездатний вік |
| -------- | ------- | ------------------ | ---------------- | -------------------- |
| Чоловіки | 146     | 32                 | 99               | 15                   |
| Жінки    | 132     | 26                 | 84               | 22                   |
| Разом    | 278     | 58                 | 183              | 37                   |